# Mirosław Żerkowski
Mirosław Żerkowski (ur. 20 sierpnia 1956 w Łodzi) – lekkoatleta, średnio- i długodystansowiec. 

## Osiągnięcia
Olimpijczyk z Moskwy (1980), gdzie odpadł w półfinale biegu na 1500 m. Uczestnik Mistrzostw Świata w Rzymie (1987) – odpadł w eliminacjach biegu na 3000 m z przeszkodami, a także Mistrzostw Europy w Atenach (1982), gdzie bez powodzenia startował na 1500 m.
Większe sukcesy odnosił w zawodach halowych. W halowych mistrzostwach Europy w Grenoble (1981) zdobył brązowy medal na 1500 m, a w światowych igrzyskach halowych w Paryżu (1985) był czwarty na tym samym dystansie.
Był rekordzistą Polski na (1500 m) (3:36,19 s. 9 czerwca 1980 w Warszawie). 21-krotny reprezentant Polski w meczach międzypaństwowych 1980-1991 (23 starty, 3 zwycięstwa indywidualne).
Siedmiokrotny mistrz kraju na otwartym stadionie: 
- Bieg na 1500 m - 1981, 1982, 1983, 1984 i 1985
- Bieg na 3000 m z przeszkodami - 1987 i 1988

Trzykrotny mistrz Polski w hali na 1500 m (1980, 1982, 1984).
Był zawodnikiem AZS MKS Łódź (1973-1977), AZS Poznań (1978-1979), AZS MKS Łódź (1980), ROW Rybnik (1981-1992) i Budowlanych Kielce (1993); wychowanek trenera Jerzego Mańki (AZS Łódź), podopieczny trenera Janusza Ludki (AZS Poznań).
Złoty medalista mistrzostw świata weteranów.

## Rekordy życiowe
Na stadionie
- bieg na 800 metrów – 1:48,01 s. (25 stycznia 1981, Auckland - Nowa Zelandia)
- bieg na 1000 metrów – 2:19,3 s. (8 września 1981, Białystok) - 14. wynik w historii polskiej lekkoatletyki[2]
- bieg na 1500 metrów – 3:36,19 s. (9 czerwca 1980, Warszawa) - 7. wynik w historii polskiej lekkoatletyki[2]
- bieg na 3000 metrów – 7:48,93 s. (8 sierpnia 1990, Rhede - Niemcy) - 6. wynik w historii polskiej lekkoatletyki[2]
- bieg na 5000 metrów – 13:34,24 s. (24 czerwca 1989, Saarijärvi - Finlandia) - 7. wynik w historii polskiej lekkoatletyki[2]
- bieg na 3000 metrów z przeszkodami – 8:16,89 s. (17 sierpnia 1990, Berlin) - 6. wynik w historii polskiej lekkoatletyki[2]

W hali
- bieg na 800 metrów – 1:50,3 s. (1980)
- bieg na 1500 metrów – 3:41,16 s. (23 lutego 1985, Stuttgart) - 9. wynik w historii polskiej lekkoatletyki